# Alanen Aptasjärvi
Alanen Aptasjärvi är en sjö i Kiruna kommun i Lappland och ingår i Torneälvens huvudavrinningsområde. Sjön har en area på 0,682 kvadratkilometer och ligger 468,4 meter över havet. Alanen Aptasjärvi ligger i Torne och Kalix älvsystem Natura 2000-område. Sjön avvattnas av vattendraget Siikajoki.

## Delavrinningsområde
Alanen Aptasjärvi ingår i det delavrinningsområde (752715-169715) som SMHI kallar för Utloppet av Alanen Aptasjärvi. Medelhöjden är 486 meter över havet och ytan är 3,52 kvadratkilometer. Räknas de 6 avrinningsområdena uppströms in blir den ackumulerade arean 31,34 kvadratkilometer. Siikajoki som avvattnar avrinningsområdet har biflödesordning 2, vilket innebär att vattnet flödar genom totalt 2 vattendrag innan det når havet efter 373 kilometer. Avrinningsområdet består mestadels av skog (72 procent). Avrinningsområdet har 0,68 kvadratkilometer vattenytor vilket ger det en sjöprocent på 19,4 procent.